# Ethelurgus leptocerus
Ethelurgus leptocerus là một loài tò vò trong họ Ichneumonidae.